# Alunu
Alunu es una comuna ubicada en el distrito Vâlcea, Rumania.

## Superficie
Posee una superficie de 62,41 kilómetros cuadrados.

## Demografía
Hasta 2021 la población era de 3733 habitantes, con una densidad de población de 59,81 habitantes por kilómetro cuadrado.